# Nierównowaga popytowa
Nierównowaga popytowa – sytuacja, kiedy przy danej cenie ilość dóbr lub usług, na które zgłaszany jest popyt, nie jest równa ich oferowanej ilości.
Przyczyną nierównowagi popytowej mogą być pozytywne i negatywne makroekonomiczne szoki popytowe.
Negatywny makroekonomiczny szok popytowy może być wynikiem restrykcyjnej polityki budżetowej państwa. W jej wyniku dochodzi do zmniejszenia się zapotrzebowania na dane dobra przy określonej cenie. W modelu AD-AS linia zagregowanego popytu AD przesuwa się w dół. Nabywcy kupują mniejszą ilość dóbr przy określonej wcześniej cenie. Jednocześnie w krótkim okresie podaż nie ulega zmianie, linia krótkookresowej zagregowanej podaży SRAS nie zmienia położenia. W takiej sytuacji dochodzi do nierównowagi rynkowej – popyt i podaż nie równoważą się przy określonej cenie na oferowane dobra. W długim okresie krzywa AS lub AD zmienia swoje położenie, doprowadzając do równowagi rynkowej.
W sytuacji pozytywnego makroekonomicznego szoku popytowego zjawisko przebiega odwrotnie do opisanego powyżej negatywnego szoku popytowego. Pozytywny szok popytowy może być wynikiem ekspansywnej polityki budżetowej państwa. W jej wyniku dochodzi do zwiększenia się zapotrzebowania na dane dobra przy określonej cenie. W modelu AD-AS linia zagregowanego popytu AD przesuwa się w górę. Nabywcy pragną kupić większą ilość dóbr przy określonej wcześniej cenie. Jednocześnie w krótkim okresie podaż nie ulega zmianie, linia krótkookresowej zagregowanej podaży SRAS nie zmienia położenia. W takiej sytuacji dochodzi do nierównowagi rynkowej – popyt i podaż nie równoważą się przy określonej cenie na oferowane dobra. W długim okresie krzywa AS lub AD zmienia swoje położenie, doprowadzając do równowagi rynkowej.